# 荷兰皇家东印度陆军
荷兰皇家东印度陆军（荷蘭語：  ; KNIL，荷蘭語發音：[knɪl] ) 是荷兰王国在其荷属东印度殖民地（现在属于印度尼西亚的地区）维持的陆上军事力量。 荷属东印度陆军的空军是荷兰皇家东印度陆军航空兵。荷兰皇家海军和政府海军的部队也驻扎在荷属东印度群岛。

## 历史

### 1814–1942
荷属东印度陆军于 1814 年 9 月 14 日根据皇家法令成立它不是荷兰皇家陆军的一部分，而是专门为在荷属东印度群岛执行军事任务而组建的独立军事部门。它的建立恰逢荷兰将殖民统治从 17 世纪的控制区扩大到 70 年后构成荷属东印度群岛的更大领土。 
荷兰皇家东印度陆军参与了该地区针对土著群体的许多运动，包括巴德里战争（1821-1845 年）、爪哇战争（1825-1830 年）、1849 年镇压巴厘岛居民对殖民统治的最后抵抗，以及旷日持久的亚齐战争（1873-1904）。  1894 年，作为对当地巴厘岛贵族压迫当地萨萨克人的报道的回应，龙目岛和卡朗阿森被吞并。 随着荷兰对巴厘岛的干预（1906 年）和荷兰对巴厘岛的最后干预（1908 年），巴厘岛最终被完全控制。 
在十九世纪和二十世纪初，荷兰皇家东印度陆军进一步完成了对印度尼西亚群岛的征服。 1904 年之后，荷属东印度群岛的治安状况趋于平静，直到第二次世界大战之前都没有大规模的武装反对荷兰统治，而荷兰皇家东印度陆军主要起到防御作用，保护荷属东印度群岛免受其他外国势力入侵。
一旦群岛内部的反抗力量被平息，荷兰皇家东印度陆军主要参与军事警务任务。为了确保荷兰皇家东印度陆军中欧洲人的主导地位并减少从欧洲募兵的昂贵费用，殖民政府于 1917 年对欧洲族裔的所有常驻男性实行义务兵役制 1922 年，一项补充法律制定引入了国土卫队（荷蘭語：  Landstorm) 适用于 32 岁以上的欧洲应征入伍者

### 第二次世界大战

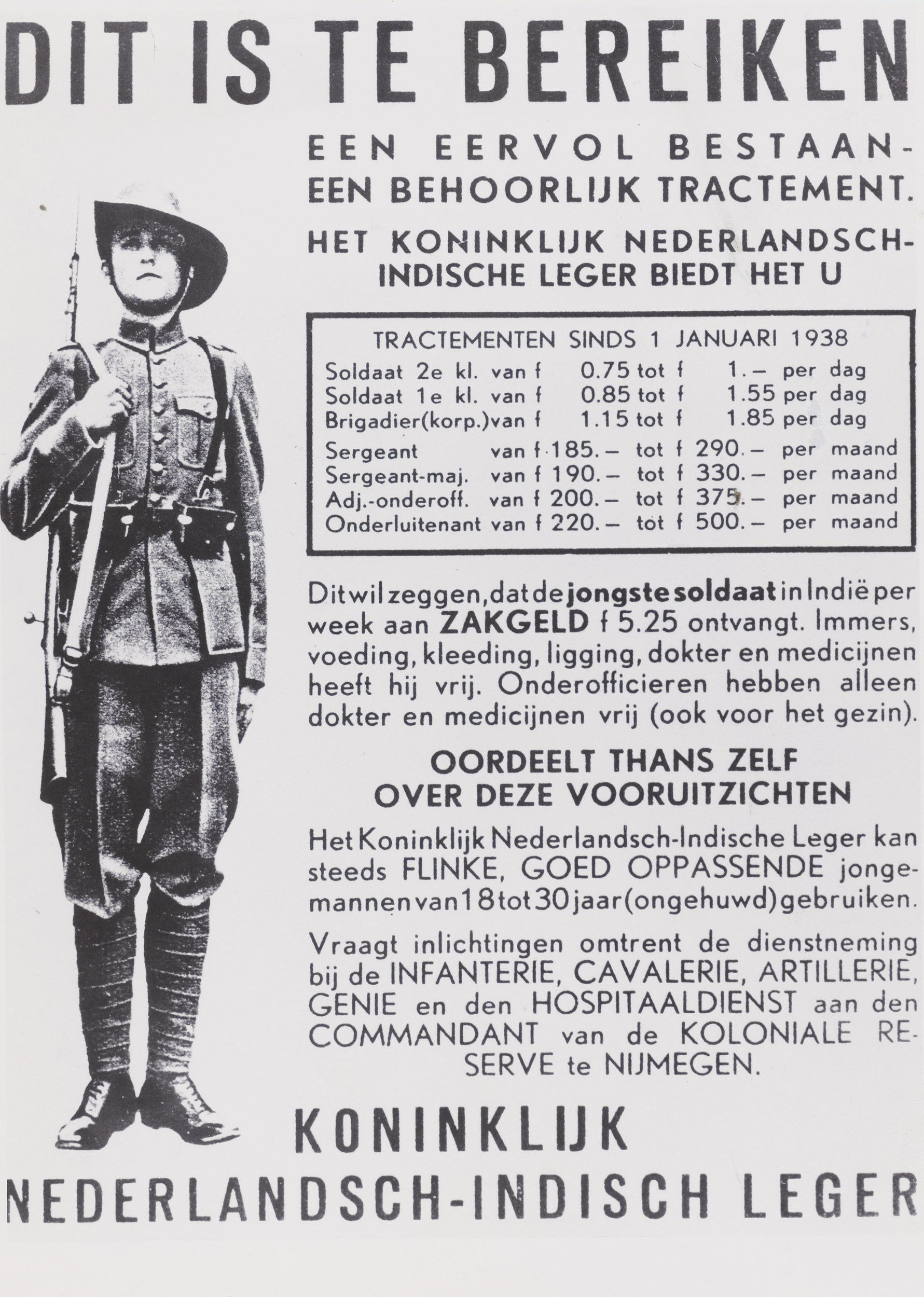
KNIL 招聘海报。 1938年

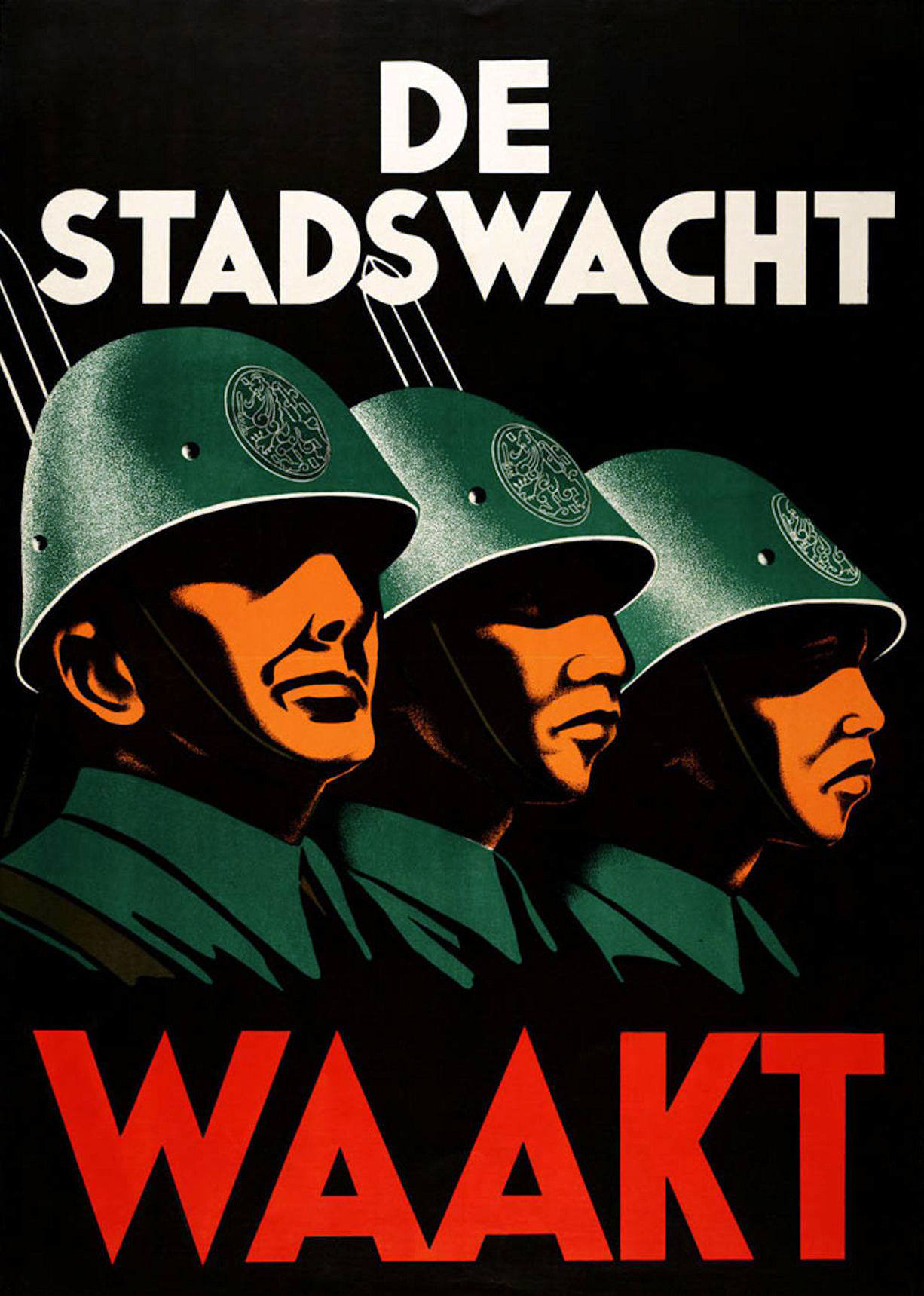
国土卫队海报（1941 年）

1940 年，纳粹德国击败并占领荷兰，荷兰在荷属东印度群岛的军队被严重削弱。 荷兰皇家东印度陆军被切断了来自荷兰本土的外部援助，除了荷兰皇家海军部队。 KNIL 仓促而不充分地试图转变成一支能够保护荷属东印度群岛免受外国入侵的现代军事力量。到 1941 年 12 月，在印度尼西亚的荷兰军队人数约为 85,000 人：正规军包括约 1,000 名军官和 34,000 名士兵，其中 28,000 名是土著。其余由当地组织的民兵、领土卫队和文职辅助人员组成。 荷兰皇家东印度陆军航空兵，  （荷兰皇家东印度空军；ML-KNIL） 共有 389 架各种类型的飞机，但不及日本飞机。荷兰皇家海军航空服务队 (MLD) 在 NEI 也有重要部队。 
在 1941–42 年的荷属东印度战役期间，大部分 KNIL 和其他盟军很快被击败。 大多数欧洲士兵，实际上包括所有身体健壮的印欧男性，都被日本人作为战俘拘留。 25% 的战俘在被拘留期间没有活下来。
少数士兵，主要是土著人员，对日本人进行了游击运动。直到战争结束，盟军通常不知道这些，也没有得到盟军的帮助。
1942 年初，一些 KNIL 人员逃到了澳大利亚。一些土著人员因被怀疑同情日本人而被拘留在澳大利亚。其余的人开始了漫长的重新分组过程。 1942 年末，试图在东帝汶登陆以增援澳大利亚突击队进行游击战的尝试失败，但以 60 名荷兰人员的损失而告终。
四个“荷兰东印度群岛”中队（ RAAF-NEI 中队）由 ML-KNIL 人员组成，在澳大利亚皇家空军的支持下，还有澳大利亚地勤人员。
荷兰皇家东印度陆军步兵部队（很像英国步兵部队）通过在世界各地的荷兰侨民和远至荷属西印度群岛的殖民军队的招募而得到加强。在 1944-45 年间，一些小型部队参加了新几内亚战役和婆罗洲战役。
1942 年，在新南威尔士州卡西诺以南，为荷兰皇家东印度陆军技术营建立了一个营地。印度尼西亚共和国宣布成立后，该营的荷兰士兵将 500 名印度尼西亚本土同志拘留并监禁在营地内。荷兰人对任何寻求独立的士兵进行了严厉的对待和处罚。这导致两名荷兰皇家东印度陆军土著士兵死亡；一个可能是自杀，另一个是抗议领袖。这引起了澳大利亚当地人的谴责，他们迫使澳大利亚当局遣返所有被关押的士兵，尽管他们不愿理会早些时候的援助请求。 

### 1945–1950
第二次世界大战后，KNIL 被用于 1947 年和 1948 年的两次大型军事行动，以重新建立荷兰对印度尼西亚的控制。 KNIL 及其安汶人辅助人员被指控在这次“警察行动”中犯下战争罪。荷兰重建殖民地的努力失败了，荷兰于 1949 年 12 月 27 日承认印度尼西亚的主权 1950 年 1 月 26 日，KNIL 的成员参与了雷蒙德·韦斯特林和苏丹哈米德二世在万隆策划的未遂政变。政变失败，只是加速了印度尼西亚联邦共和国的解体。 
KNIL 于 1950 年 7 月 26 日解散，其当地人员可以选择复员或加入新成立的印度尼西亚军队。 然而，整合前 KNIL 部队的努力因主要是 Ambonese KNIL 部队和爪哇人主导的共和军之间的互不信任而受阻，导致 4 月在望加锡发生冲突，并在 7 月企图分裂独立的南马鲁古共和国(RMS) . 这些起义在 1950 年 11 月被镇压，大约 12,500 名 Ambonese KNIL 人员及其家人选择在荷兰临时安置。 此后，KNIL 不复存在，但其传统由现代荷兰皇家陆军的Van Heutsz 军团维持。在解散时，KNIL 有 65,000 人，其中 26,000 人被编入新的印度尼西亚军队。其余的要么被复员，要么被转移到荷兰皇家军队。 

## 招募

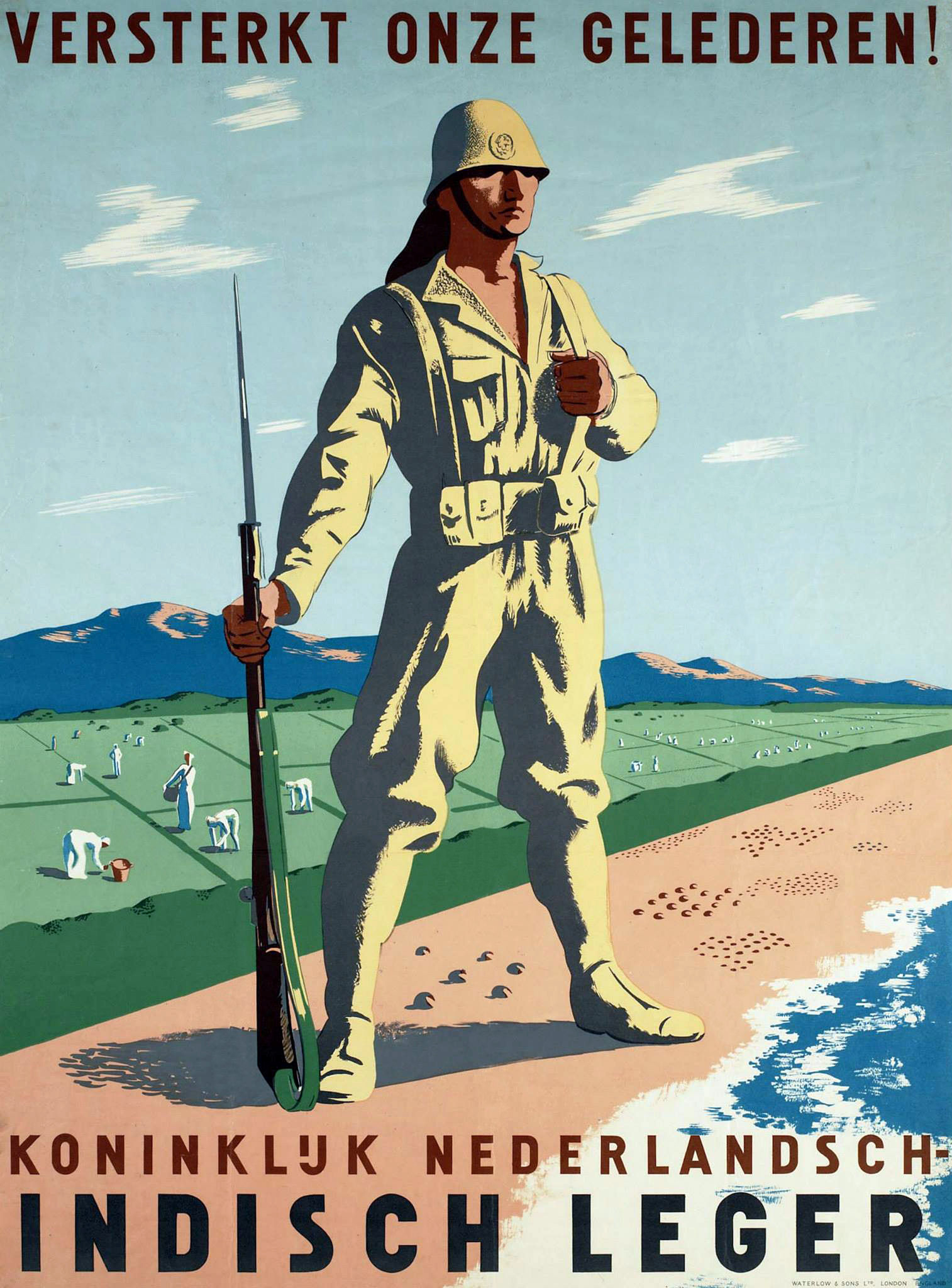
招聘海报 - Versterkt onze gelederen！ (1944)

在其形成期间，据称荷兰皇家东印度陆军将包括欧洲和土著士兵。一开始，荷兰皇家东印度陆军是平分秋色，这意味着一半的军队由欧洲士兵组成，而另一半则由土著士兵组成。 然而，从 1830 年代后期开始，欧洲士兵与土著士兵的比例从 1:1 变为 1:3。 这样做的原因是没有足够的欧洲志愿者跟上土著士兵的招募。除了欧洲志愿者和土著新兵，KNIL 在 19 世纪还招募了来自多个国家的外国雇佣军。 在旷日持久的亚齐战争期间，欧洲军队的人数保持在 12,000 人，但亚琛人的持续抵抗迫使部署多达 23,000 名土著士兵（主要来自爪哇、安汶和万鸦老）。 甚至阿散蒂人 （象牙海岸和加纳）的奴隶也被招募到数量有限的东印度群岛服役（见非裔印尼人 ）。 据报道，外国和本土军队与荷兰裔军队的比例为 60% 至 40%。亚齐战争后，非荷兰人的欧洲军队停止征募，KNIL 开始由在荷兰本土招募的荷兰正规军、印度尼西亚人、印度人（欧亚人）和居住在东印度群岛并服兵役的荷兰殖民者组成。
1884 年，欧洲人人数为 13,492 人，印度尼西亚人为 14,982 人，非洲人为 96 人（尽管一些消息来源认为非洲人的人数要高得多 ）和至少 1,666 名欧亚新兵。军官团完全是欧洲人，可能接近 1,300 人。还有大约1,300匹马。 招募在荷兰和印度尼西亚进行，每年有 1000 多名荷兰人和 500 名外国人入伍。外国军队由弗拉芒人、德国人、瑞士人和法国志愿者组成。瓦隆人、阿拉伯人以及英国和美国的国民被禁止服役。其他无法证明流利的荷兰语或德语的外国人也不会被接受服务。 
将荷兰应征入伍者从荷兰派往东印度群岛是违法的，但荷兰志愿者继续在 KNIL 征募殖民地服务。 1890 年，荷兰本土成立了殖民预备役军团(Koloniale Reserve)，以招募和培训这些志愿者，并在他们结束海外服役后让他们重新融入荷兰社会。 1941 年 12 月日本入侵前夕，荷兰在东印度群岛的正规部队由大约 1,000 名军官和 34,000 名士兵组成，其中 28,000 名是土著。这些“本土军队”中的最大部分一直由爪哇和巽他士兵组成。  在日本占领期间，大多数荷兰人和安汶人都被关押在战俘营。
在印度尼西亚国民革命期间，KNIL 的军官仍然主要是荷兰人和欧亚混血儿，尽管它的大部分部队是从主要是印度尼西亚基督教的种族中招募的，特别是巴塔克、摩鹿加、帝汶和万鸦老。尽管在荷兰服役的爪哇人、巽他人、苏门答腊人和其他穆斯林军队人数较少，但他们的薪水比基督教同行低，导致怨恨和不信任。荷兰人试图利用这些种族紧张局势，声称安汶人将在爪哇人主导的政府下失去他们的特权和养老金。 如上所述，这些因素导致了 1950 年复员的 KNIL 部队与印度尼西亚共和国军队之间的冲突

## 指挥官
- 1815-1819 Carl Heinrich Wilhelm Anthing少将
- 1819-1822 少将亨德里克·默库斯·德科克
- 1822-1828 约瑟夫斯·雅各布斯·范根少将
- 1829-1830 亨德里克·默库斯·德科克少将
- 1830-1835 于贝尔·德斯图尔斯中将
- 1835-1847 弗兰斯·大卫·科丘斯少将
- 1847-1849 Carel van der Wijck 少将
- 1849-1851萨克森-魏玛-艾森纳赫伯恩哈德中将
- 1851-1854 格哈杜斯·巴克 (Gerhardus Bakker) 少将
- 1854-1858 弗朗索瓦·德斯图尔斯中将
- 1858-1862 扬·范·斯维腾中将
- 1862-1865 查尔斯·皮埃尔·辛普夫中将
- 1865-1869 奥古斯都·约翰内斯·安德烈森中将
- 1869-1873 威廉·埃格伯特·克罗森中将
- 1873-1875 尼古拉斯·惠顿中将
- 1875-1879 吉利斯·彼得·德内夫中将
- 1879-1883 中将 Huibert Gerard Boumeester
- 1883-1887 中将 Karel Lodewijk Pfeiffer
- 1887-1889 中将 Anthonie Haga
- 1889-1893 中将 Theodoor van Zijll de Jong
- 1893-1895 中将 Adriaan Gey van Pittius
- 1895-1897 中将 Jacobus Augustinus Vetter
- 1897-1900 拉默特·斯沃特中将

## 笔记
1. ↑  The complicated story of the disbanding of the KNIL is set out briefly here. For a more extended analysis see Manuhutu (1987); Steylen (1996: 33–63); van Amersfoort (1982: 101–8). The psychological impact of the dissolution of the KNIL on the Ambonese servicemen is described in Wittermans (1991).
2. ↑  Javanese was always the largest indigenous element of the colonial army.[22]
3. ↑  The KNIL statistics of 1939 show at least 13,500 Javanese and Sundanese under arms compared to 4,000 Ambonese soldiers.[23]

### 延伸阅读
- Marc Lohnstein 和 Adam Hook， Royal Netherlands East Indies Army 1936–42 ，Men-at-arms 系列 521，Osprey Publishing，Oxford 2018。ISBN 9781472833754书号 9781472833754